# Tao Ruspoli
Tao Ruspoli (Bangkok, Thaiföld, 1975. november 7. –) olasz–amerikai filmrendező, fényképész és zenész. 

## Élete és pályafutása
Ruspoli Bangkokban született, fiatalkorát Rómában és Los Angelesben töltötte. A kaliforniai University of California egyetemen filozófiát tanult.